# Cristian Castillo Hernández
Cristian Castillo ( Ayutla Tecún Umán, San Marcos, Guatemala; 22 de noviembre de 2000) es un futbolista que actualmente milita cedido a préstamo en el club Deportivo Malacateco de la Liga Nacional de Guatemala y se desempeña como delantero centro.

## Trayectoria
Cristian llegaría a las fuerzas básicas del Xelajú en el año 2018. A mediados de 2020 firma con el equipo mayor y haría su debut el 28 de diciembre de 2020 en un partido en el que Xelajú Mario Camposeco caería 1-0 frente a C.S.D Municipal en el Estadio Manuel Felipe Carrera. Cristian hizo su primera anotación el 21 de febrero de 2021 en la primera jornada del torneo clausura frente al Comunicaciones F. C..

## Clubes
| Club                            | País      | Año         |
| ------------------------------- | --------- | ----------- |
| Xelajú MC                       | Guatemala | 2020 - 2024 |
| Deportivo Malacateco (préstamo) | Guatemala | 2024 - Act. |

## Palmarés

### Campeonatos nacionales
| Título             | Club      | País      | Año  |
| ------------------ | --------- | --------- | ---- |
| Torneo de Clausura | Xelaju MC | Guatemala | 2023 |